# 科爾鎮區 (密蘇里州本頓縣)
科爾鎮區（英語：Cole Township）是位於美國密蘇里州本頓縣的一個行政鎮區。

## 地方資料
科爾鎮區的面積為233.68平方千米，當中陸地面積為222.45平方千米，而水域面積為11.23平方千米。根據2020年美國人口普查的數據，當地共有人口2071人，而人口密度為每平方千米8.86人。